# Mięśnie międzyżebrowe

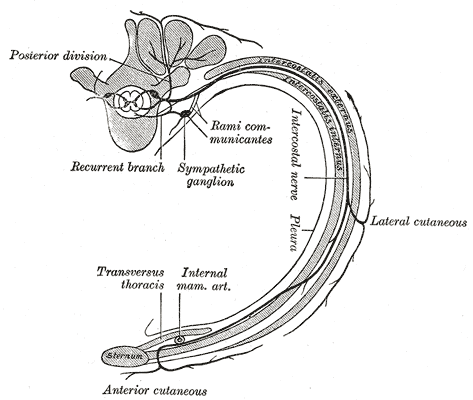
Mięśnie międzyżebrowe człowieka.

Mięśnie międzyżebrowe (łac. musculi intercostales) – mięśnie kręgowców, zaliczane do mięśni głębokich klatki piersiowej oraz funkcjonalnie do mięśni oddechowych.
Mięśnie te mają zachowaną budowę metameryczną i wypełniają przestrzenie międzyżebrowe. Ich skurcze poruszają żebrami, wywołując ruchy oddechowe. Unerwione są nerwami międzyżebrowymi. Dzieli się je na mięśnie międzyżebrowe zewnętrzne (musculi intercostales externi) i mięśnie międzyżebrowe wewnętrzne (musculi intercostales interni).
Mięśnie międzyżebrowe zewnętrzne mają przyczepy początkowe na doogonowej krawędzi żebra poprzedzającego, a przyczepy końcowe na dogłowowej krawędzi żebra następnego. Ich włókna biegną skośnie w kierunku przyśrodkowo-doogonowym (przy postawie czworonożnej: w dół i do tyłu, przy postawie wyprostowanej: w dół i do przodu). Służą przede wszystkim jako mięśnie wdechowe.
Mięśnie międzyżebrowe wewnętrzne mają przyczepy początkowe na dogłowowej krawędzi żebra następnego, a przyczepy końcowe na doogonowej krawędzi żebra poprzedniego. Ich włókna biegną skośnie w kierunku przyśrodkowo-dogłowowym (przy postawie czworonożnej: w dół i do przodu, przy postawie wyprostowanej: do przodu i do góry). Służą przede wszystkim jako mięśnie wydechowe.
Mięśnie międzyżebrowe wewnętrzne dzielą się na dwie warstwy, z których bardziej wewnętrzna określana jest jako mięśnie międzyżebrowe najgłębsze (musculi intercostales intimi), a bardziej zewnętrzna jako mięśnie międzyżebrowe pośrednie (musculi intercostales intermedii) lub wewnętrzne. Ponadto pochodnymi mięśni międzyżebrowych wewnętrznych są mięśnie podżebrowe.